# راز بقا (مجموعه نمایش خانگی)
راز بقا مجموعهٔ نمایش خانگی ایرانی به کارگردانی سعید آقاخانی، تهیه کندگی سید مصطفی احمدی و نویسندگی امیر وفایی است که پخش آن از فروردین ۱۴۰۱ در پلتفرم فیلم‌نت آغاز شد.

## خلاصه داستان
رحیم مردی جوان و مردم آزار است که خانواده او، دوستش ایرج و اهالی محله از دست او در عذاب هستند. او پس از سرقت یک محموله واکسن کرونا از دست قاچاقچیان به زندان می‌افتد و پس از رهایی از زندان به دست قاچاقچیان ربوده می‌شود. قاچاقچیان او را می‌کشند اما او زنده می‌ماند و فرار می‌کند. بعدها همه می‌فهمند که رحیم خونش با خون دیگران فرق دارد و هیچ‌وقت نمی‌میرد و بین مردم محبوب می‌شود تا وقتی که گرفتار بحران‌های دیگر می‌شود تا جایی که او هویتش نامعلوم می‌شود و با هویت دیگری زندگی می‌کند…

## بازیگران
| نام             | نقش            |
| --------------- | -------------- |
| بهرام افشاری    | رحیم تیمسار    |
| نیما شعبان‌نژاد  | ایرج           |
| حسن معجونی      | حاتم تیمسار    |
| هدیه بازوند     | بیتا           |
| فریبا جدی‌کار    | زینت           |
| سعید آقاخانی    | حاجی الماسی    |
| یدالله شادمانی  | اردشیر         |
| جعفر دهقان      | خان‌فادر        |
| ریحانه حسینی    | همسر سابق حاتم |
| علیرضا زمانی‌نسب | افشین          |
| احسان روزبهانی  | احسان          |
| صبا ایزدپناه    | شیوا           |
| کاظم نوربخش     | فرخ            |
| صدرالدین حجازی  | خوشبین         |
| سیروس میمنت     | تقی خاندانی    |
| فرشید زارعی‌فرد  |                |